# Paruyr Hayrikyan
Paruyr Hayrikyan (né le 5 juillet 1949, Erevan) est un homme politique arménien et ancien dissident soviétique. Hayrikyan est l'un des leaders du mouvement démocratique dans l'Union soviétique. Il est aussi un écrivain et un compositeur. Il est l'auteur de plusieurs chansons patriotiques arméniennes.

## Liens
- http://www.hayrikyan.com